# William D. Strecker
William Daniel Strecker (* 1944 in Philadelphia, Pennsylvania) ist ein US-amerikanischer Computeringenieur. Er ist der Hauptarchitekt der VAX von Digital Equipment Corporation.
Strecker studierte an der Carnegie Mellon University (Bachelor-Abschluss 1966), an der er 1970 bei Gordon Bell promoviert wurde (An analysis of the instruction execution rate in certain computer structure). Er war der Hauptarchitekt der VAX-Minicomputer-Serie, die ab 1978 ausgeliefert wurde (VAX 11/780) als 32-Bit-Nachfolger der PDP-11. Dabei stand VAX für Virtual Address eXtension, die Implementierung von Virtuellem Speicher andeutend. Er war auch an der Entwicklung von Cache-Speichern in der PDP-11/70 beteiligt.
Strecker war 28 Jahre lang bei DEC, zuletzt (ab 1989) als Senior Vice President für Corporate Strategy and Technology und (ab 1985) CTO. Danach war er in gleicher Funktion bei Compaq. 2000 wurde er Partner bei der Risikokapitalfirma Flagship Ventures. Er war dort Vorstand (Chairman.)
Er ist Mitglied der National Academy of Engineering und Fellow der Association for Computing Machinery. 1985 erhielt er den W. Wallace McDowell Award.

## Schriften
- mit Bell Computer structures: what have we learned from the PDP-11 ?, Proc. 3. Int. Symp. Computer Architecture 1976, S. 1–14
- mit Bell Retrospective: What have we learned from the PDP-11, what we have learned from the VAX and ALPHA, 25 years of the International Symposium on Computer Architecture (Selected Papers), 1998, S. 6–10
- Artikel über die VAX in Bell, Siewiorek, Newell (Hrsg.) Computer Structures, McGraw Hill 1982